# Ley 32331
La ley n.º 32331 o Ley que fortalece el derecho a la indemnidad sexual de los niños y adolescentes es una legislación peruana aprobada por el Congreso de la República el 2 de abril de 2025 y promulgada el 12 de mayo por el gobierno peruano en el diario oficial El Peruano. La ley, según su texto, «busca fortalecer el derecho a la indemnidad sexual de niños y adolescentes» mediante la explícita prohibición de la elección del acceso y uso de servicios higiénicos en edificios públicos a las personas trans. Fue promovida por el congresista Alejandro Muñante de Renovación Popular.

## Contexto y antecedentes
La prohibición del uso de baños de personas trans según su identidad de género tiene su antecedente en agosto de 2023, cuando una ciudadana realizó una denuncia pública a través de redes sociales a Lima Airport Partners por establecer servicios higiénicos a «toda persona con identidad femenina» y otro a «toda persona con identidad masculina» en el Aeropuerto Internacional Jorge Chávez. Tras esta queja, Jorge Montoya, congresista por Renovación Popular, propuso en noviembre de 2023 el proyecto de ley n.º 6505/2023-CR para la prohibición de baños inclusivos en espacios públicos que tengan «letreros ambiguos que puedan inducir a error o confusión por parte de los usuarios para el acceso a los servicios higiénicos de hombres y mujeres». El proyecto de ley no prosperó ya que Montoya lo retiró, pero la presión hizo que la operadora aeroportuaria replantee su estrategia de inclusión y cambie los letreros a «mujeres en su diversidad» y «hombres en su diversidad».
En febrero de 2025, el congresista Alejandro Muñante de Renovación Popular presentó el proyecto de ley n.º 8457/2003-CR, en cuyo contenido prohibía explícitamente el ingreso de personas trans a los servicios higiénicos «que no correspondan con su sexo biológico». El proyecto fue aprobado el 17 de febrero por la Comisión de la Mujer y Familia del Congreso con el argumento de la protección a la infancia. En el dictamen de aprobación el proyecto del congresista Muñante fue fusionado con el propuesto y retirado por Montoya en 2023, lo que según asociaciones por los derechos trans representa un proceso irregular.
El 31 de marzo, fecha en que se celebra el Día Internacional de la Visibilidad Trans, la congresista Susel Paredes, del Bloque Democrático Popular, permitió que algunas invitadas trans al evento Diversidad y Derechos: Luchando por la Igualdad y Justicia que organizó en el Palacio Legislativo ingresaran en los baños de mujeres, acto que fue criticado por políticos conservadores. Días después, el 3 de abril, la legisladora fue increpada por una reportera acerca del suceso y le preguntó por su identidad de género, lo que fue denunciado por Paredes en redes sociales como una agresión verbal. Posteriormente, la Comisión de Ética del Congreso aprobó la investigación a Paredes por los hechos.
En abril de 2025, el presidente del Congreso, Eduardo Salhuana, declaró que las autoridades del órgano evaluaban la posibilidad de instalar baños neutros, para atender y respetar los derecho de personas con «opciones distintas». Además recordó que durante la visita de representantes de la Organización de los Estados Americanos, esta posibilidad fue planteada en los lugares donde se realizaron las reuniones oficiales.

## Contenido
El contenido de la ley es iniciativa del congresista Alejandro Muñante, en colaboración de los legisladores Milagros Jáuregui, Jorge Montoya, Gladys Echaíz, José Cueto, Javier Padilla, Jorge Zeballos, Miguel Ciccia, Esdras Medina y Noelia Herrera.
La ley fue aprobada el 2 de abril de 2025, tras un debate en el pleno del Congreso y una votación de 104 votos a favor, 5 en contra y 5 abstenciones. Fue publicada el 12 de mayo de 2025 en una edición extraordinaria del boletín de Normas Legales del Diario Oficial El Peruano. Fue promulgada por el gobierno de Dina Boluarte sin realizar observaciones, lo que permitió su promulgación inmediata.
Entre sus disposiciones más resaltantes, el artículo 5 de la norma establece que el uso de baños públicos debe regirse según el sexo biológico, lo que genera dudas sobre el futuro de los baños inclusivos ya existentes.

5.1. Se prohíben el ingreso y el uso de los servicios sanitarios de uso público a toda persona cuyo sexo biológico no coincida con el sexo para el cual se ha destinado el referido servicio (...)

Para ello, solo se establecen excepciones por emergencias médicas, acompañamiento de personas con discapacidad, mantenimiento de los servicios o cumplimiento de disposiciones legales o judiciales. Así mismo, obliga a los edificios públicos realizar señalizaciones específicas, protocolos de uso y capacitación del personal bajo supervisión de las autoridades municipales.
Además, la ley modifica el artículo 183 del Código Penal y agrava las sanciones por exhibiciones obscenas ante menores de edad. También se establecen medidas para el control y autorregulación de medios de comunicación y publicidad para no sexualizar a menores. Por tanto, asocia indirectamente el uso de los baños según la identidad de género con una actividad delictiva, con penas de dos a cuatro años de prisión, y hasta seis por el agravante de hacerlo delante de la presencia de menores de edad.

## Respuestas
Desde su presentación como proyecto de ley en febrero de 2025, el contenido de la norma fue denunciado por organizaciones que luchan por los derechos del colectivo trans, por no respetar la identidad de género en el uso de los servicios higiénicos y así limitar el acceso de esta población a lugares de ocio y otros espacios públicos. Por otro lado, se ha señalado que la ley vulnera el derecho a la igualdad consagrado en el artículo 2.2 de la Constitución peruana y contraviene el artículo 323 del Código Penal, que sanciona la discriminación por identidad de género.
Diversos ministerios no apoyaron el proyecto de ley. El Ministerio de la Mujer y Poblaciones Vulnerables fue consultado y no emitió una opinión, y argumentó que el pronunciamiento correspondía al Ministerio de Justicia y Derechos Humanos. Sin embargo, tanto este como el Ministerio de Educación calificaron la norma como «viable con observaciones», mientras que el Ministerio de Vivienda, Construcción y Saneamiento recomendó que fuera «reevaluada». Por su parte, diversas organizaciones ultraconservadoras, como el Instituto de Investigación en Población y la Asociación Persona, Vida y Familia, emitieron opiniones favorables y realizaron campañas en favor de la ley.
Durante el debate de la ley, se conformó el Comité de Incidencia Política, conformado por las organizaciones Asociación de Travestis, Transexuales y Transgéneros del Perú (ATTT), Transformar Perú, Empoderadxs y la Red Peruana TLGB. Este comité presentó una carta dirigida a la presidenta peruana Dina Boluarte para que observara la ley. El escrito iba acompañado de un informe técnico-legal donde se detallan diversas observaciones jurídicas, técnicas y de políticas públicas. El informe también fue remitido al Ministerio de la Mujer, al Ministerio de Justicia y a la Defensoría del Pueblo. Tanto el despacho presidencial, como los otros organismos, emitieron una respuesta al comité.
Tras su aprobación, el congresista Guido Bellido cuestionó la aplicación de la ley, usando como ejemplos a las comediantes trans Dayanita y La Uchulú, quienes según la norma, deberán usar el baño de hombres.
Según un informe del Instituto de Democracia y Derechos Humanos (IDEHPUCP), esta ley instrumentaliza la protección a la infancia para legitimar la transfobia y «criminalizar a las personas trans por el uso de baños acordes a su identidad de género».